# L'Heure de tous
L'Heure de tous est une œuvre de l'artiste français, Arman, située cour du Havre à Paris, en France.

## Description

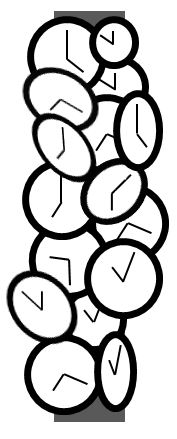
Dessin simplifié de l'œuvre.

L'œuvre est composée d'une accumulation d'horloges en bronze. Signataire de la Déclaration constitutive du Nouveau Réalisme qui prône de « nouvelles approches perceptives du réel », Arman accumulait des objets usuels, témoins du cycle humain de fabrication en masse, consommation, destruction.

## Historique
L'Heure de tous est une œuvre d'Arman réalisée en 1985. Commande publique de l’État (ministère de la Culture et de la Communication-Centre national des arts plastiques), elle est installée cette année-là dans la cour du Havre de la gare Saint-Lazare. Une deuxième œuvre d'Arman, Consigne à vie, figure dans la cour de Rome de la gare Saint-Lazare.

## Artiste
Arman (1928-2005) est un artiste français, peintre, sculpteur et plasticien, célèbre pour ses accumulations.